# Rejon umocniony
Uzasadnienie: To raczej to samo

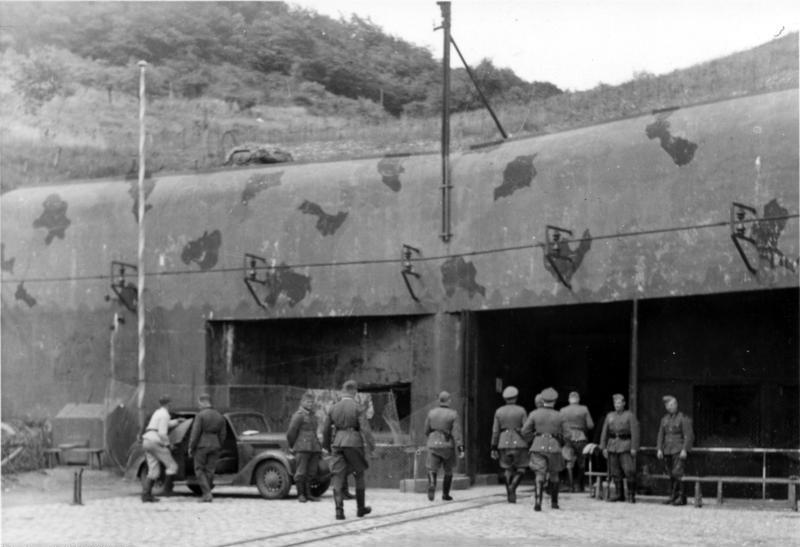
Linia Maginota

Rejon umocniony – obszar posiadający rozbudowane fortyfikacje stałe, budowany w strategicznym miejscu umożliwiającym blokowanie poczynań przeciwnika. 
Rejon umocniony może pełnić swoje funkcje jako samodzielny zespół obronny lub stanowić część większego kompleksu fortyfikacyjnego, czego przykładem mogą być linie Maginota lub Zygfryda.

## Historia
I wojna światowa wykazała nieprzydatność systemu fortyfikacyjnego opartego na twierdzach fortowych. Po zakończeniu wojny we wszystkich państwach Europy przyjęto rejon umocniony jako nowy system ufortyfikania granic kraju na wypadek wojny.